# デリー・マシューズ
デリー・マシューズ（Derry Mathews、1983年9月23日 - ）は、イングランドの元プロボクサー。リヴァプール出身。元WBA世界ライト級暫定王者。

## 来歴
2003年1月18日、プレストンのギルド・ホールでセルゲイ・タシモフと対戦し、初回1分40秒KO勝ちを収めデビュー戦を白星で飾った。
2006年1月28日、ノッティンガムのノッティンガム・アリーナでスティーブ・チンノックとBBBofCイングランドフェザー級王座決定戦を行い、チンノックの6回終了時棄権した為王座獲得に成功した。
2006年10月14日、マンチェスターのマンチェスター・アリーナでWBU世界フェザー級王者スティーブン・フォスターと対戦し、12回3-0（118-108、119-107、118-110）の判定勝ちを収め王座獲得に成功した。
2007年3月10日、リヴァプールのリヴァプール・オリンピアでジョン・シンプソンと対戦し、12回3-0（118-112、117-110、113-111）の判定勝ちを収めWBU王座の初防衛に成功した。
2007年10月13日、ロンドンのヨーク・ホールでマシュー・マーシュと対戦し、11回2分25秒TKO勝ちを収めWBU王座の2度目の防衛に成功した。
2008年4月5日、ボルトンのボルトン・アリーナでチョイ・ツベンプレフと対戦し、プロ初黒星となる5回終了KO負けを喫しWBU王座の3度目の防衛に失敗、王座から陥落した。
2011年1月22日、リヴァプールのリヴァプール・オリンピアでスコット・ロートンとIBOインターナショナルライト級王座決定戦を行い、12回3-0（116-111、118-109、118-110）の判定勝ちを収め王座獲得に成功した。
2011年4月2日、リヴァプールのリヴァプール・オリンピアでアミール・アンスワースとBBBofCイングランドライト級王座決定戦を行い、初回2分52秒TKO勝ちを収めBBBofCイングランド王座の2階級制覇を達成した。
2011年10月1日、ニューポートのニューポート・センターでEBU欧州ライト級王者で元WBA世界スーパーライト級王者のゲビン・リースと対戦し、4回0-0の負傷判定で引き分けた為、王座獲得に失敗した。
2012年1月20日、リヴァプールのリヴァプール・オリンピアでエミリアーノ・マルシリとIBO世界ライト級王座決定戦を行い、7回1分21秒TKO負けを喫し王座獲得に失敗した。
2012年4月21日、オールダムでBBBofC英国ライト級王者アンソニー・クローラと対戦し、6回2分57秒TKO勝ちを収め王座獲得に成功した。
2012年7月7日、EBU欧州ライト級王者ゲビン・リースとBBBofCも懸けた統一戦で対戦し、9回1分17秒TKO負けを喫しBBBofC英国王座の初防衛、EBU王座の獲得に失敗した。
2013年3月30日、リヴァプールのエコー・アリーナ・リヴァプールでアンソニー・クローラとコモンウェルスイギリス連邦ライト級王座決定戦を行い、12回1-1（115-115、113-115、115-113）の判定で引き分けた為、王座獲得に失敗した。
2013年7月13日、キングストン・アポン・ハルのKCスタジアムでトミー・コイルとコモンウェルスイギリス連邦ライト級王座決定戦を行い、10回2分41秒TKO勝ちを収め王座獲得に成功した。
2013年9月21日、リヴァプールのリヴァプール・オリンピアでカーティス・ウッドハウスと対戦し、4回1分14秒TKO勝ちを収めコモンウェルスイギリス連邦王座の初防衛に成功した。
2013年12月7日、リヴァプールのエコー・アリーナ・リヴァプールでWBOヨーロピアンライト級王者スティーブン・オルモンドと対戦し、10回0-3（2者が93-98、92-98）の判定負けを喫し王座獲得に失敗した。
2014年5月10日、BBBofC英国ライト級王者マーティン・ゲティンと対戦し、12回2-1（117-113、115-114、112-116）の判定勝ちを収め王座獲得に成功した。
2014年10月25日、リヴァプールのエコー・アリーナ・リヴァプールでアダム・ディングスデールとWBAコンチネンタルライト級王座決定戦を行い、12回3-0（118-108、120-106、119-107）の判定勝ちを収め王座獲得に成功した。
2015年2月13日、同年3月6日にリヴァプールのエコー・アリーナ・リヴァプールでWBA世界ライト級王者リカルド・アブリルと対戦する予定だったが、アブリルが感染症に罹り試合は中止となった。
2015年3月6日、リヴァプールのエコー・アリーナ・リヴァプールでジョルジ・ミゼイ・ジュニアとライト級契約8回戦を行い、5回1分2秒TKO勝ちを収めた。
2015年4月18日、リヴァプールのエコー・アリーナ・リヴァプールでWBA世界ライト級正規王者のリカルド・アブリルと対戦する予定だったが、病気を理由にアブリル陣営から試合をキャンセルするとの発表があった。その為WBAがアブリルを休養王座認定しWBA世界ライト級暫定王者のダーリー・ペレスを正規王座に認定した。アブリル戦の代替試合としてWBA世界ライト級5位のイスマエル・バローゾとWBA世界ライト級暫定王座決定戦を行う予定だったが、急遽決まった試合だったためバローゾへのイギリス入国ビザの発給が間に合わなかった。その為WBA世界ライト級9位のトニー・ルイスに対戦相手を変更してWBA世界ライト級暫定王座決定戦を行い、12回3-0（2者が114-112、115-112）の判定勝ちを収め王座獲得に成功した。
2015年8月21日、WBAはWBA世界ライト級暫定王者のデリー・マシューズとWBA世界ライト級2位のイスマエル・バローゾとの間で行われるタイトルマッチの入札を同年9月1日の午前11時にWBA本部で行うと発表した。最低入札価格は125000ドルで、報酬の75%はマシューズに分配され、残りの25%がバローゾに分配となった。
2015年8月26日、WBAはWBA世界ライト級暫定王者のデリー・マシューズとWBA世界ライト級2位のイスマエル・バローゾが同年11月に対戦することで合意したと発表した。
2015年11月14日、イングランドでWBA世界ライト級2位のイスマエル・バローゾと対戦し初防衛を目指していたが、WBO世界ライト級王者テリー・フラナガンとの対戦交渉に入ったためバローゾ戦は中止となった。
2015年11月21日、WBO世界ライト級王者テリー・フラナガンとの対戦が決まったため、WBA世界ライト級暫定王座を返上した。
2016年2月13日、リヴァプールのエコー・アリーナ・リヴァプールでWBO世界ライト級王者テリー・フラナガンと対戦し、8回に肘打ちで減点され12回0-3(112-115、2者が110-117)の判定負けを喫しWBAに続く王座獲得に失敗した。
2016年11月26日、ロンドンのウェンブリー・アリーナでWBC世界スーパーライト級シルバー王者のオハラ・デービスと対戦し、3回2分55秒TKO負けを喫し試合後に引退を表明した。

## 獲得タイトル
- BBBofCイングランドフェザー級王座
- WBU世界フェザー級王座
- IBOインターナショナルライト級王座
- BBBofCイングランドライト級王座
- コモンウェルスイギリス連邦ライト級王座
- BBBofC英国ライト級王座
- WBAコンチネンタルライト級王座
- WBA世界ライト級暫定王座（防衛0=返上）